# 火星5號
火星5號（Марс-5）是蘇聯在1973年發射的火星探測計畫的探測船。於7月25日協調世界時18:55由一枚搭载D组级的質子K型運載火箭發射。火星5號與火星4號是同一系列的探測船。火星5號搭載氫、離子偵測器，並成功探測到火星的大氣溫度等資料，但由於電子元件損毀，環繞九天後失效。